# Karel Bláha
Karel Bláha (20. září 1947 Praha – 2. května 2025 Praha 4) byl český operetní a muzikálový zpěvák a herec. Jeho hlasový obor byl lyrický tenor. 

## Životopis
Po absolvování studií na ostravské a pražské konzervatoři (navzdory zákazu aktivní umělecké činnosti konzervatoristů v průběhu studia vystupoval jako zpěvák s Orchestrem Zdeňka Bartáka) zahájil díky výhře v pěvecké talentové soutěži v roce 1967 profesní kariéru krátkým angažmá v divadle Rokoko (společně s vítězkou ženské kategorie Jitkou Zelenkovou). Následující tři dekády působil jako přední sólista Hudebního divadla v Karlíně. Mezi jeho role patřily nejznámější postavy z operet a muzikálů: titulní role Jima v Rose Mary, ústřední postava v operetě Paganini, hlavní postava Su Čong v Zemi úsměvů, hlavní hrdina Bolo v Polské krvi, Eisenstein v Netopýrovi, Tony ve West Side Story, a další postavy v muzikálech My Fair Lady, Oklahoma!, Rock Musical, Orfeus a Eurydika a další.

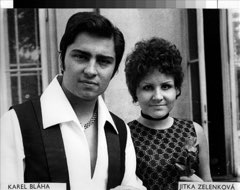
Vítězové pěvecké soutěže Talent 1967 Karel Bláha a Jitka Zelenková

Vzdělání si doplnil na Accademia Nazionale di Santa Cecilia v Itálii a v této zemi také mnohokrát vystupoval. Absolvoval též turné po Rakousku, Belgii, Holandsku, Japonsku, Německu, Izraeli, USA, Kanadě, Velké Británii, Švýcarsku či Španělsku. Během své kariéry spolupracoval se špičkovými dirigenty (K. Vlach, M. Uzelac, G. Brom).

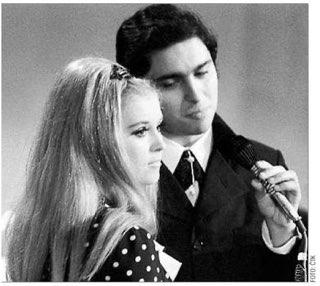
Valérie Čižmárová a Karel Bláha

V šedesátých a sedmdesátých letech se prosadil též několika nahrávkami v oblasti populární hudby (Stužku ti koupím, Mozartův spinet, Chci slunce, Konec tancovačky, Halali, Mám rád ten kout, Pošlu ti pár pozdravů atd.) a účastnil se hudebních festivalů Bratislavská lyra, Děčínská kotva apod.

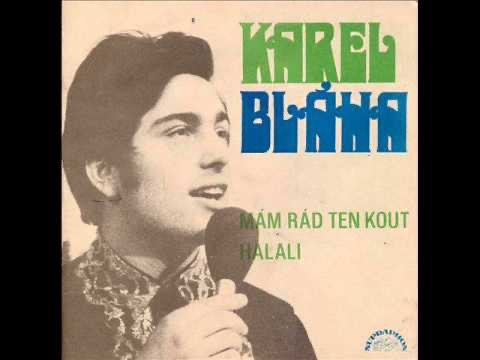

Účinkoval v několika televizních filmech a seriálech (např. Kdo je vinen?, Kdo hledá, najde, Dlouhá cesta, Vítězný lid, Kam s ním?, Giuditta, Výhra, Dědek Bárta, Dobyti kóty 78, Loď vyplouvá, Domov jménem Praha, Dnes v jednom domě) a také hudebně-zábavných pořadech Televarieté, Možná přijde i kouzelník, Go Go show či Nikdo není dokonalý.

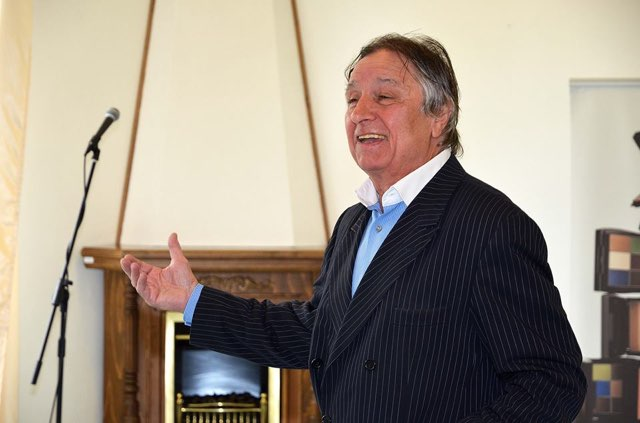

Vedle tenisu patřil k jeho oblíbeným sportům i fotbal, o čemž svědčí jeho dlouholeté členství ve fotbalovém klubu známých osobností Amfora.
Karel Bláha zemřel 2. května 2025 v domově seniorů na Praze 4 po delších zdravotních komplikacích. Bylo mu 77 let. Poslední rozloučení proběhlo 12. května v Malé obřadní síni ve strašnickém krematoriu.